# Sixto Espeche
Sixto Julián Espeche (San Miguel de Tucumán, Tucumán, Argentina, 2 de abril de 1983) es un exfutbolista argentino que jugaba como arquero.

## Trayectoria

### Atlético Tucumán
Espeche se inició futbolísticamente en Atlético Tucumán. Sixto estuvo en el club hasta el año 2008.

### Atlético Concepción
En el 2008 pasó a Atlético Concepción. En el equipo bandeño tuvo un breve paso.

### Unión Aconquija
En el 2009 viajó a Catamarca y se sumó a Unión Aconquija. Jugó en el equipo de Las Estancias durante un año.

### Alumni
En el 2010 se mudó a Córdoba, para jugar en Alumni. Con el equipo de Villa María disputó una temporada.

### Policial
En el 2011 regresó al Noroeste Argentino y se unió a Policial. Su primera etapa en el equipo de San Fernando del Valle de Catamarca fue por una temporada. Para la temporada 2021/22 volvió al club.

### San Lorenzo de Alem
En el 2012 pasó a San Lorenzo de Alem. En el 2014 debutó con el club en el Federal A. Jugó en el equipo catamarqueño hasta el 2019.

### San Martín de El Bañado
En el 2020 llegó a San Martín de El Bañado. Jugó en el club hasta el 2021.

### Américo Tesorieri
En el 2022 pasó a Américo Tesorieri. Estuvo en el equipo de Catamarca hasta el 2023.

### Sportivo Villa Dolores
En el 2023 se unió a Sportivo Villa Dolores.

## Clubes
| Club                    | País      |
| ----------------------- | --------- |
| Atlético Tucumán        | Argentina |
| Atlético Concepción     | Argentina |
| Unión Aconquija         | Argentina |
| Alumni                  | Argentina |
| Policial                | Argentina |
| San Lorenzo de Alem     | Argentina |
| San Martín de El Bañado | Argentina |
| Américo Tesorieri       | Argentina |
| Sportivo Villa Dolores  | Argentina |